# Abadía de San Matías
La abadía de San Matías (en alemán: Abtei St. Matthias) es un edificio religioso católico organizado como monasterio benedictino en Tréveris (Trier), Renania-Palatinado, en el país europeo de Alemania, famoso por contener la tumba de san Matías el Apóstol. 
La iglesia abacial, una basílica románica, es un lugar famoso de peregrinación debido a la tumba de san Matías el Apóstol, en honor al cual la abadía recibió su nombre, que se encuentra aquí desde el siglo XII, y que es el único lugar de enterramiento de un apóstol en Alemania y al norte de los Alpes. La abadía tuvo originalmente el nombre de san Eucario, primer obispo de Trier, cuya tumba se encuentra en la cripta. Dado que la iglesia es un importante lugar de peregrinación para venerar las reliquias de san Matías, el Papa le concedió el estatus de basílica menor el 20 de marzo de 1920, en ese momento la quinta del país.
La fundación de la abadía se remonta al siglo IV, pero el complejo y especialmente la iglesia fueron repetidamente remodelados. La iglesia actual se remonta a la reconstrucción románica que fue consagrada por el papa Eugenio III en 1148, en presencia de san Bernardo de Claraval y de numerosos cardenales. En el siglo XV se erigieron las bóvedas góticas y en el siglo XVI se hicieron las ventanas del coro.

## Véase también

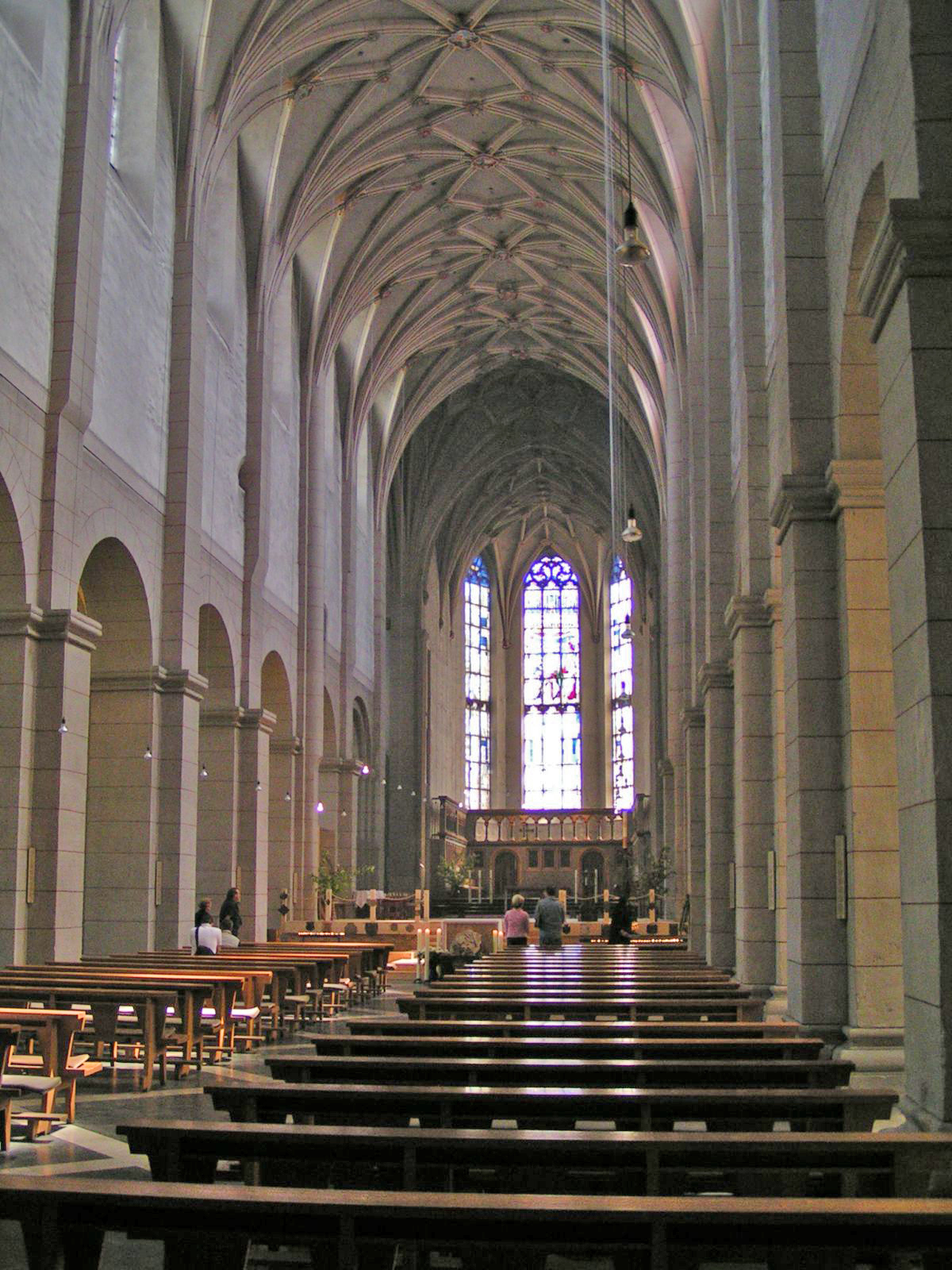
Vista interna